# Simdollar
De Simdollar (Engels: Simoleon, symbool: §) is de fictieve valuta die gebruikt wordt in Sim-spellen, hoofdzakelijk De Sims-spellen en SimCity.
Het woord Simoleon is afkomstig van "simons", wat in Groot-Brittannië in de achttiende eeuw sixpence betekende. De sixpence was een oude Britse munt.
Simdollars lijken, wanneer ze als biljet afgebeeld worden, zeer sterk op een biljet van 50 euro. Er is geen sprake van een wisselkoers. Het valutateken dat gebruikt wordt is een paragraafsymbool.